# Svend Olling
Svend Olling (født 9. november 1967 i Glostrup) er en dansk diplomat.
Svend Olling dimitterede fra Københavns Universitet i 1994 som cand.polit. Han har været udsendt til ambassaden i Washington, D.C., i USA og Berlin i Tyskland. Han var Danmarks ambassadør i Dhaka i Bangladesh fra 2010 til 2013, ambassadør i Ankara i Tyrkiet fra 2016 til 2020, ambassadør i Kairo i Egypten fra 2020 til 2023, og senest ambassadør i Seoul i Korea fra marts 2023 til april 2025. I Udenrigsministeriet har Svend Olling bl.a. beskæftiget sig med europapolitik, sikkerhedspolitik, eksportfremme og IT. Han var ansvarlig for den praktiske afvikling af klimatopmødet COP15 i 2009.
Svend Olling er gift med Duygu Toker Olling. Sammen med hans tidligere partner, Ann Kjær, har han tre børn: Asbjørn (1997), Astrid (1999) og Ingrid Kjær Olling (2004). 
Svend Olling blev udnævnt til Ridder af Dannebrog i 2008.

## Publikationer
- "Ambassadørens krystalkugle: 2016 var ikke et godt år for Tyrkiet", Jyllands-Posten. 5. januar 2017.
- "Tragedien i Savar", Altinget.dk. 13. maj 2013.